# Marie Ventura
Marie Ventura, nacida Aristida Maria Ventura (Bucarest, 14 de julio de 1888–París, 3 de diciembre de 1954) fue una actriz de teatro y cine rumanofrancesa, activa en la época del cine mudo y miembro de la Comédie-Française.

## Biografía
Nacida en Bucarest, Rumanía, su nombre completo era Aristida Maria Ventura. Alumna de Jean Mounet-Sully, ingresó en la Comédie-Française en 1919, siendo miembro desde 1922 hasta 1941. Fue una actriz teatral de repertorio clásico, destacando su interpretación del personaje del título en Andrómaca en 1941. 
En 1938, Marie Ventura fue la primera mujer en llevar a escena una pieza teatral para la Comédie Française: Ifigenia, de Racine. Sospechosa de ser judía, a partir de 1940 tuvo dificultades para cumplir su trabajo en la Comédie-Française, dejando la institución finalmente en 1941.
Como actriz cinematográfica, desarrolló toda su trayectoria en el cine mudo, rodando entre 1909 y 1922. 
Marie ventura falleció en París, Francia, en 1954. Fue enterrada en el Cementerio de Passy. 

## Teatro

### Antes de la Comédie-Française
- 1905 : Scarron, de Catulle Mendès, Théâtre de la Gaîté
- 1907 : Après le pardon, de Matilde Serao y Pierre Decourcelle, Théâtre Réjane
- 1910 : Mademoiselle Molière, de Louis Leloir y Gabriel Nigond, Teatro del Odéon
- 1913 : La Maison divisée, de André Fernet, Teatro del Odéon

### Carrera en la Comédie-Française
- Ingreso en la Comédie-Française en 1919
- Miembro (el 366) desde 1922 a 1941

- 1920 : Paraître, de Maurice Donnay
- 1920 : Le Repas du lion, de François de Curel
- 1921 : Le Sicilien ou l'Amour peintre, de Molière
- 1922 : Vautrin, de Edmond Guiraud a partir de Honoré de Balzac
- 1922 : Le Chevalier de Colomb, de François Porché
- 1922 : Ésope, de Théodore de Banville
- 1923 : Le Carnaval des enfants, de Saint-Georges de Bouhélier
- 1923 : Un homme en marche, de Henry Marx
- 1923 : Florise, de Théodore de Banville
- 1924 : Le Tombeau sous l'arc de triomphe, de Paul Raynal
- 1924 : Le Vieil Homme, de Georges de Porto-Riche
- 1934 : L'Otage, de Paul Claudel, escenografía de Émile Fabre
- 1938 : Le Vieil Homme, de Georges de Porto-Riche, escenografía de Édouard Bourdet
- 1938 : Ifigenia, de Jean Racine, escenografía de Marie Ventura
- 1938 : L'Otage, de Paul Claudel, escenografía de Émile Fabre
- 1938 : Cyrano de Bergerac, de Edmond Rostand, escenografía de Pierre Dux

### Después de la Comédie-Française
- 1942 : Jeunesse, de Paul Nivoix, Théâtre Edouard VII
- 1946 : Mégarée, de Maurice Druon, escenografía de Jean Mercure, Théâtre royal du Parc y Théâtre du Vieux-Colombier
- 1951 : Colombe, de Jean Anouilh, escenografía de André Barsacq, Théâtre de l'Atelier
- 1952 : La Valse des toréadors, de Jean Anouilh, escenografía de Jean Anouilh, Roland Piétri, Teatro de los Campos Elíseos
- 1953 : La Petite Catherine, de Alfred Savoir, escenografía de Christian-Gérard, Théâtre des Bouffes-Parisiens
- 1954 : Colombe, de Jean Anouilh, escenografía de André Barsacq, Théâtre des Célestins y Théâtre de l'Atelier

## Filmografía
- 1909 : Le Roman d'un jeune homme riche
- 1910 : L'Ensorceleuse
- 1910 : Hérodiade
- 1912 : Quentin Durward, de Adrien Caillard
- 1912 : Antar
- 1912 : Le Fils de Charles Quint
- 1913 : Zaza
- 1913 : Les Misérables - Époque 1: Jean Valjean
- 1913 : Les Misérables - Époque 2: Fantine
- 1913 : Les Misérables - Époque 3: Cosette
- 1913 : Les Misérables - Époque 4: Cosette et Marius
- 1922 : Molière, sa vie, son œuvre
- 1951 : Gibier de potence, de Roger Richebé